# Hang Sai SC
Das Hang Sai Sport Club (chinesisch 恆勢體育會), auch als Hang Sai bekannt, ist ein 2009 gegründeter macauischer Fußballverein. Aktuell spielt der Verein in der ersten Liga, der Liga de Elite.

## Geschichte
Der Verein wurde 2009 gegründet. 2017 wurde man Meister der zweiten Liga und stieg in die erste Liga auf. 2021 musste man wieder den Weg in die Zweitklassigkeit antreten. 2022 stieg man direkt wieder in die erste Liga auf.

## Erfolge
- Macauischer Zweitligameister: 2017  ▲, 2022  ▲

## Stadion
Der Verein trägt seine Heimspiele im 16.272 Personen fassenden Macau Olympic Complex aus.